# Gerhard Rafn
Gerhard Kristian Rafn (24. marts 1891 i København – 20. april 1941 i Usserød) var en dansk violinist og kgl. kapelmusikus.

## Karriere
Han var søn af viktualiehandler Vilhelm Martin Konrad Sofus Rafn og Nikoline Kristiane Elisabeth født Schoubye og begyndte tolv år gammel at spille violin hos Frederik Marke. I en alder af fjorten deltog han i en konkurrence i Det Kongelige Kapel og havde sin første offentlige optræden, da han var femten år gammel. I 1908 blev han optaget på Königliche Hochschule für Musik i Berlin og fik her professor Carl Markees og professor Willy Hess som lærere. Fra 1911 til 1913 var Rafn musiklærer ved Deutsches Landerziehungsheim, Ilsenburg, Harzen, hvorefter han bosatte sig i Berlin og blev forbereder for professor Willy Hess. I årene 1917–18 var han ansat som førsteviolinist i Berliner Philharmonisches Orchester. Rafn fik tilbudt koncertmesterposten i dette orkester, men måtte på grund af krigen afslå tilbuddet og vende hjem til København. Efter sin tilbagevenden blev Gerhard Rafn i 1919 medlem af Breuning-Bache-Kvartetten. I 1924 blev han optaget i Det Kongelige Kapel. Rafn blev i 1940 knyttet til Det Kgl. Danske Musikkonservatorium som lærer, men døde året efter; kort tid efter sin 50-års-fødselsdag blev han offer for en svampeforgiftning der tog hans liv.
Rafn var især optaget af kammermusik og dannede i 1926 Rafn-Kvartetten, der dengang bestod af Gerhard Rafn (førsteviolin), Carlo Andersen (andenviolin), Niels Borre (bratsch) og Torben Anton Svendsen (violoncel). Kvartetten bestod ved hans død af Gerhard Rafn, Hans Kassow, Niels Borre og Torben Anton Svendsen.

## Ægteskaber
I 1923 ægtede han violinisten Gerda von Bülow. Ægteskabet blev opløst 1929. 3. juni 1929 ægtede han på Københavns Rådhus skuespillerinden Beatrice Bonnesen. Ægteskabet blev opløst 1935, og hun ægtede dernæst skuespilleren John Price. Hans søn, kongelig kapelmusikus Eyvind Rafn,  blev i 1957 solofløjtenist i kapellet hvor han virkede i fire tiår.